# Decusse (moneta)
La decusse (in latino decussis) era una moneta romana fusa pari a dieci assi, inserita all'interno del sistema dell'aes signatum e aes grave. 
La parola viene da decem e as cioè dieci assi.
La moneta aveva come indicazione del valore il segno ×, dieci secondo il sistema di numerazione romano. La moneta ha dato nome al segno omonimo.
Se ne conoscono solo tre esemplari.
Pesava circa 700 grammi.